# アックス (会社)
株式会社アックス（英称：ACS）は、かつて存在したTBS系のテレビ美術と音響効果を制作する会社。
元々は、東通の美術部として事業をしていたが、1984年に東通と東京放送とTBS企画などが共同出資し子会社として独立された。
2021年（令和3年）4月に東通、赤坂グラフィックスアート、OXYBOTなど技術・美術・CG関連事業子会社12社が同事業を担う中核会社TBSアクト（2020年6月22日設立）へ吸収合併された。。
アックスが手がけていた業務は、美術業務はTBSアクトデザイン本部アートセンターがそれぞれ継承した他、音響効果業務はTBSアクトプロダクション本部ポスプロセンター音響デザイン部が継承した。
※以下の情報は2021年3月31日時点のもの

## 会社概要

### 役員
- 代表取締役社長：東 立（アズマリツ）

### 所在地
本社
- 〒107-0052 東京都港区赤坂2丁目14番5号 Daiwa赤坂ビル2F

美術グループ
- ドラマグループ：〒227-0037 神奈川県横浜市青葉区緑山2100 緑山スタジオ・シティ内5F
- メディア事業グループ：〒107-0052 東京都港区赤坂2丁目14番4号 森崎ビル3F

音響効果グループ
- 〒107-0052 東京都港区赤坂2丁目14番5号 Daiwa赤坂ビル2F

レンタルグループ
- TBS分室：〒107-8066 東京都港区赤坂5丁目 TBSテレビ ビジュアルデザインセンター内
- 緑山スタジオ：〒227-0037 神奈川県横浜市青葉区緑山2100 緑山スタジオ内3F
- TMC分室：〒157-0073 東京都世田谷区砧5-7-1 東京メディアシティ内

ソリューション事業グループ
- 〒107-0052 東京都港区赤坂2丁目14番4号 森崎ビル3F

## 制作実績

### 美術担当番組
（凡例）無：全て美術担当（美術プロデューサー、美術デザイン、美術制作）、※：美術デザインのみ担当、☆：美術デザイン・美術制作を担当、★：美術プロデューサー・美術制作を担当、◎：美術制作のみ担当。

#### テレビ番組
（凡例）太字：現在放映中また継続中（特番の場合）の番組・これから放映される番組。特に記述がない場合はTBSで放送。